# Allodaposuchus
Allodaposuchus és un gènere de cocodrilomorfs eusuquis molt comú al Cretaci superior (Campanià-Maastrichtià) d'Europa d'on era endèmic. Va ser elevat el 1928 pel baró Franz Nopcsa a partir de restes cranials i postcranials fragmentàries procedents de les localitats de Vălioara (conca de Hațeg, Romania) i Valdonne (conca de Fuveau, França). Dins d'aquest gènere s'han descrit formalment fins a cinc espècies (Allodaposuchus precedens, A. subjuniperus, A. palustris i A. hulki i A. iberoarmoricanus) a les quals se n'hi podria afegir una més a partir de material recuperat a la localitat d'Armuña (Segovia, Castella i Lleó). Altres autors, però, suggereixen que es tractaria d'un gènere monotípic representat per una sola espècie, A. precedens. Allodaposuchus pertany a la família Allodaposuchidae juntament amb els gèneres Arenysuchus, Agaresuchus, Lohuecosuchus i, potser, Musturzabalsuchus. No obstant, Blanco (2021) considera els gèneres Agaresuchus i Lohuecosuchus —i les espècies que els defineixen (A. fontisensis, L. mechinorum i L. megadontos)— com a sinònims d'Allodaposuchus. Aquest grup compartiria un ancestre comú amb el clade Brevirostres que inclou els cocodrils i al·ligatòrids actuals. En aquest sentit, els al·lodaposúquids jugarien un paper clau per entendre els caràcters ancestrals que caracteritzen els Crocodylia (gavials, cocodrils i al·ligàtors) i la seva filogènia.

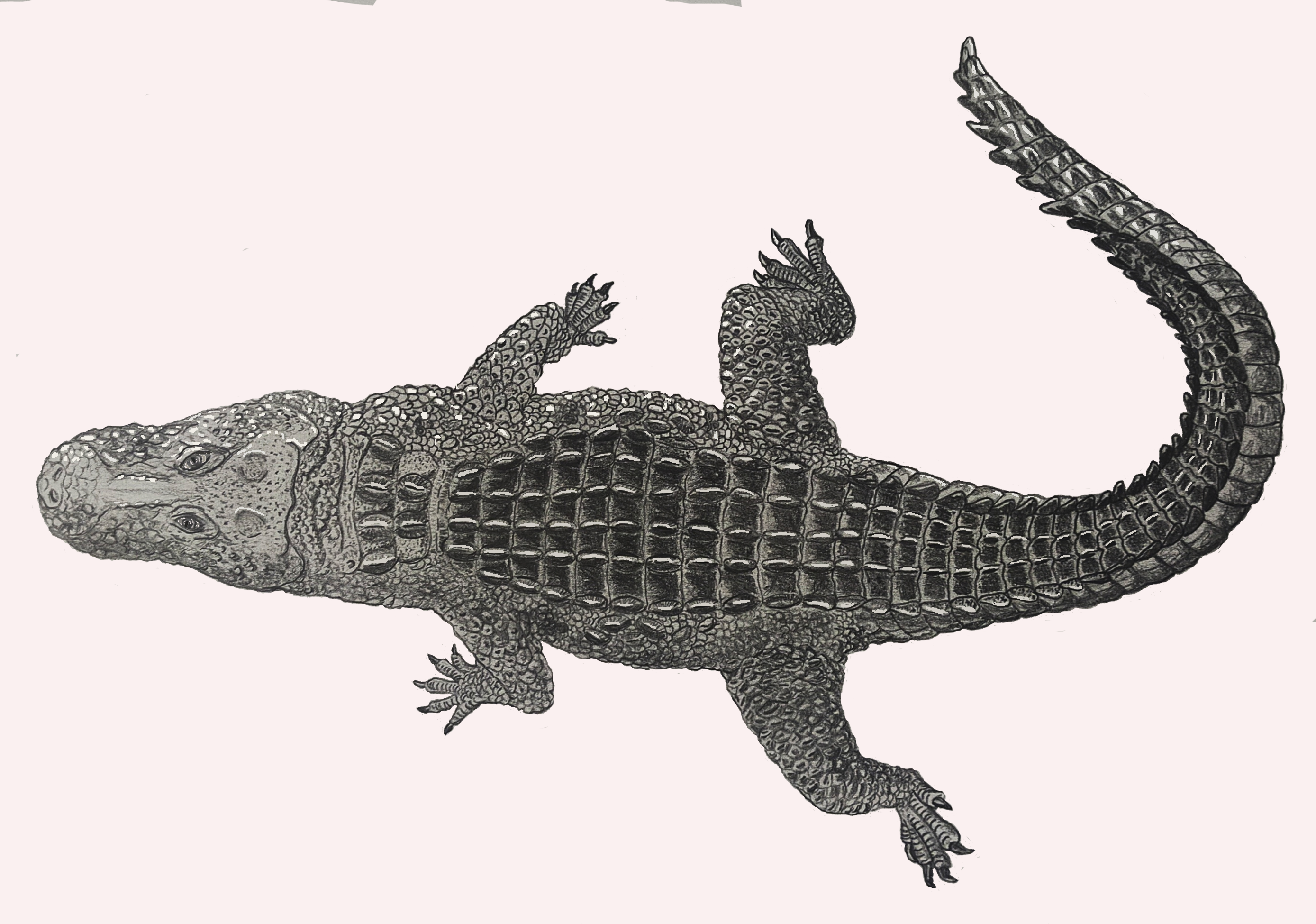
Reconstrucció ideal d'un Allodaposuchus basada en la vista dorsal del crani dA. subjuniperus i l'aspecte extern dels Crocodylia actuals.

## Diagnosi i filogènia

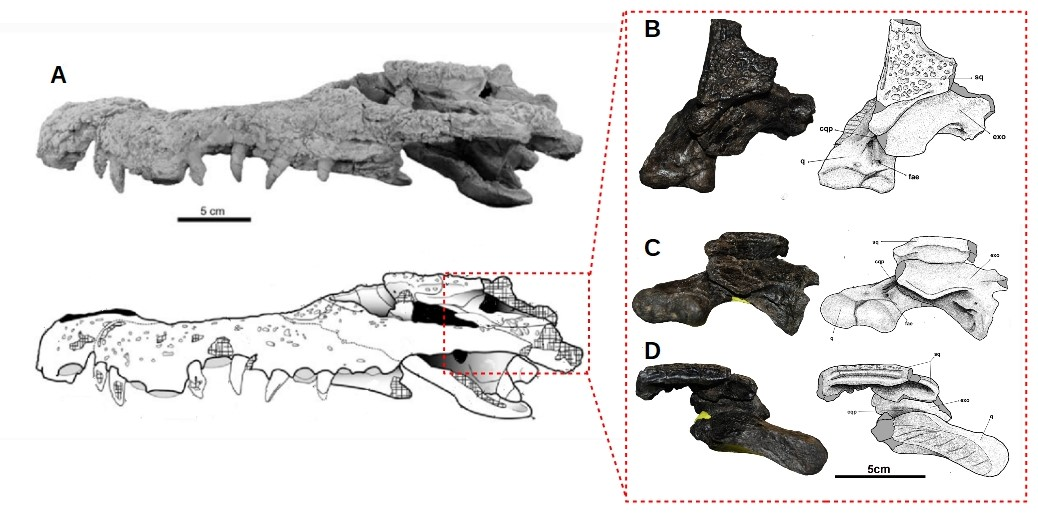
Crani dAllodaposuchus subjuniperus en visió lateral (A, original i dibuix interpretatiu) on es ressalta la regió òtica i els ossos que l'envolten en visió dorsal (B), posterior (C) i lateral (D). S'hi assenyalen l'escamosal (sq), l'exoccipital (exo), el quadrat (q), el canalis quadratosquamosoexoccipitalis (cqp) i el foramen aëreum del quadrat (fae). Modificat de Puértolas et al. (2014) i Blanco et al. (2014).

El gènere Allodaposuchus s'ha descrit a partir dels següents caràcters diagnòstics o sinapomorfies localitzats especialment al marge posterior de l'obertura òtica externa:
- el marge posterior de l'obertura òtica no és punxegut, és indefinit i es fusiona gradualment amb l'os exoccipital
- els ossos quadrat, escamosal i exoccipital formen un canal (canalis quadratosquamosoexoccipitalis) obert lateralment i representat per un solc
- en aquest canal, l'exoccipital es localitza entre els ossos escamosal i quadrat, posteriorment a l'obertura òtica; d'aquesta manera l'escamosal i el quadrat no estan en contacte i l'exoccipital delimita el marge medial del canal

Addicionalment, s'hi afegeixen els següents caràcters cranials:
- el marge de les òrbites està girat cap amunt
- el procés ventral de l'exoccipital no està involucrat en les berrugues basoccipitals
- el foramen aëreum de l'os quadrat es troba a la seva superfície dorsal
- el sostre dels ossos dèrmics sobresurt per sobre del marge superior de la fenestra temporal

Les relacions filogenètiques del gènere Allodaposuchus han estat objecte de debat entre els diferents autors. Les primeres anàlisis suggerien que aquest gènere ocupava una posició basal dins dels Eusuchia, com a grup germà dels Crocodylia o inclòs dins de la família Hylaeochampsidae. Segons Jeremy E. Martin, en canvi, estaria relacionat amb el grup dels al·ligatoroideus, que inclou els al·ligàtors i caimans actuals. Els estudis més recents indiquen que els al·lodaposúquids estarien inclosos dins del clade Crocodylia en una posició més derivada que els Gavialoidea (gavials) i formant una politomia més o menys resolta amb el gènere Borealosuchus i els grups Planocraniidae i Brevirostres (Crocodyloidea [inclou els cocodrils actuals] i Aligatoroidea). Aquesta darrera hipòtesi filogenètica estaria basada en tot un seguit de característiques cranials i vertebrals compartides entre aquests tàxons. De fet, la morfologia de l'esquelet postcranial del gènere Allodaposuchus i dels Brevirostres moderns està força conservada amb l'excepció d'algunes diferències en la forma de les vèrtebres axis i 1a caudal, de les costelles cervicals, en l'il·lium i el calcani.

## Paleobiologia i paleoecologia

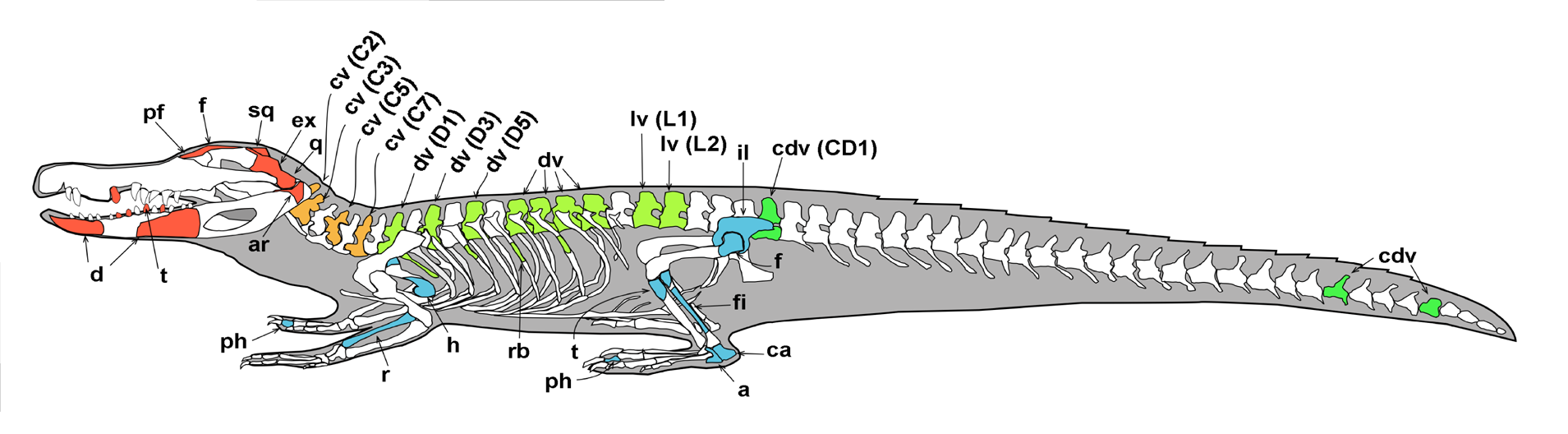
Representació del material recuperat dAllodaposuchus palustris al jaciment de Fumanya sud (Berguedà, Barcelona). Abreviacions: a, astràgal; ar, articular; ca, calcani; cdv, vèrtebra caudal ; cr, costella cervical; cv, vèrtebra cervical; d, dentari; dr, costella dorsal; dv, vèrtebra dorsal; eo, exoccipital; ept, ectopterigoid; f, frontal; fi, fíbula; fm, fèmur; h, húmer; il, íl·lium; lv, vèrtebra lumbar; ost, osteoderma; pa, parietal; pf, prefrontal; ph, falange; q, quadrat; r, radi; rb, costella; sf: fragment de crani; sq, escamosal; t, dent; ti, tíbia; ul, ulna. Modificat de Blanco et al. (2014)

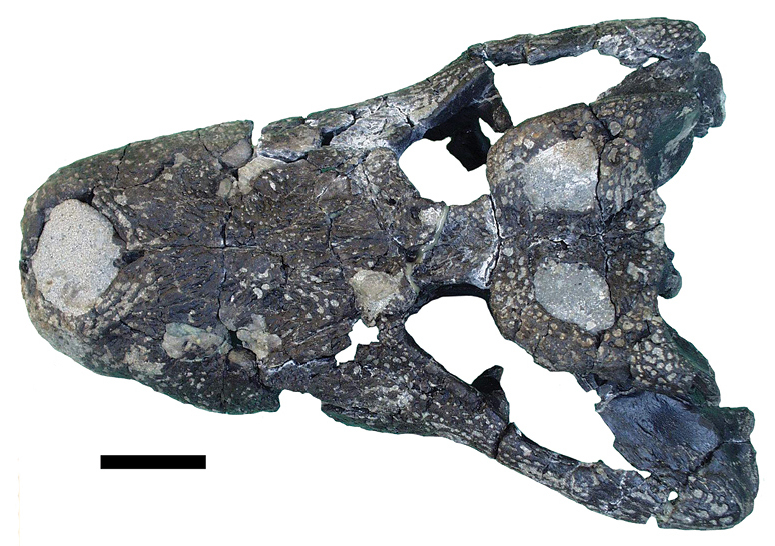
Crani sencer en visió dorsal dAllodaposuchus precedens. Espècimen PSMUBB V 438 procedent de la Formació Sebeş = Şard de la localitat d'Oarda de Jos, conca Transilvaniana sudoccidental. Fotografia de Vlad Codrea/Massimo Delfino

Els al·lodaposúquids eren animals robusts, de mida mitjana a gran, amb musculatura ben desenvolupada. Allodaposuchus palustris és l'espècie de la qual s'ha recuperat més materal i s'estima que podria haber arribat a mesurar 3.72 m de longitud i pesar 211 kg. Eren depredadors generalistes, segons indica la forma dels seus mussells, entre brevirostrina (més ample i curt) i longirostrina (més estret i llarg). No obstant, A. palustris podria haver tingut una dieta més aviat piscívora que podria haver inclòs preses àgils com peixos holòstis i batoïdeus. D'altra banda, A. hulki tenia una configuració del sistema paratimpànic única i un engrandiment del sinus quadràtic que indiquen que probablement tenia una major eficiència auditiva. Les característiques de la seva cintura escapular i les extremitats anteriors poderoses indiquen que podria haver compatibilitzat postures reptants i semi erectes compatibles amb hàbits terrestres.

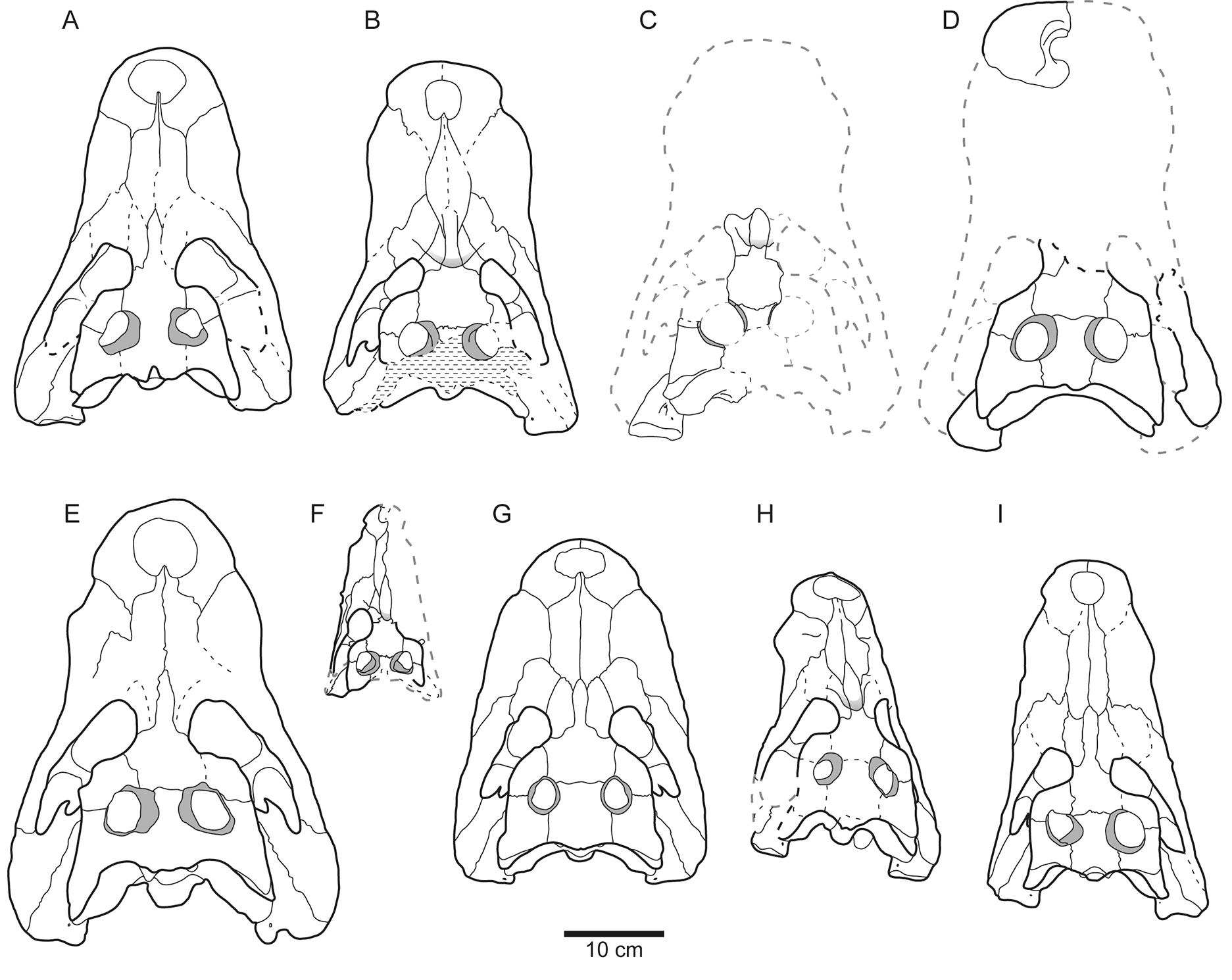
Esquemes en vista dorsal del cranis parcials o complets de les diferents espècies d'al·lodaposúquids. A, Allodaposuchus precedens; B, A. subjuniperus; C, A. palustris; D, A. hulki; E, A. iberoarmoricanus; F, Arenysuchus gascabadiolorum; G, "Lohuecosuchus" megadontos; H, "Lohuecosuchus" mechinorum; I, "Agaresuchus" fontisensis. S'hi poden distingir formes brevirostrines ("Lohuecosuchus" megadontos) i longirostrines ("Agaresuchus" fontisensis). Imatge original de Blanco (2021)

Els al·lodaposúquids van ser el grup de cocodrilomorfs dominants (almenys en una part de l'illa Iberoarmoricana [veure següent secció]) durant tot el Maastrichtià però la seva diversitat va començar a minvar al Maastrichtià superior. Depenent de l'espècie, habitaven des d'ambients lacustres-palustres propers a la costa fins a ambients fluvials. Concretament, A. palustris preferia els aiguamolls costaners amb vegetació arbustiva. En canvi, altres espècies, com per exemple A. subjuniperus, A. hulki o Arenysuchus gascabadiolorum, eren habituals a les planes d'inundació o canals de rius trenats amb estanys efímers, tèrbols i càlids.

## Història evolutiva i paleobiogeografia
Els cocodrils eusuquis van aparèixer entre Europa i l'Amèrica del Nord durant el Cretaci inferior. Dins d'aquests es va diferenciar el clade Crocodylia el qual es va dispersar per l'hemisferi nord durant el Campanià i, mitjançant processos d'aïllament geogràfic, els al·lodaposúquids van iniciar la seva història evolutiva al domini Iberoarmoricà, l'illa més occidental de l'arxipèlag que dominava el sud d'Europa al final del Cretaci i que estava formada per les parts emergides de la placa ibèrica i de l'actual França. Probablement, a la porció ibèrica de l'illa Iberoarmoricana va ser on es va produir la primera radiació del grup, entre el Campanià superior i el Maastrichtià inferior, donant lloc a les espècies "Lohuecosuchus" megadontos, "Agaresuchus" fontisensis i Allodaposuchus palustris. Des d'allí, alguns al·lodaposúquids es van dispersar més al nord dins del domini Iberoarmoricà originant les espècies "L." mechinorum i A. iberoarmoricanus. D'altres ho van fer fins a l'extrem més oriental de l'arxipèlag, arribant a l'illa Transilvaniana aprofitant els ponts de terra efímers que connectaven les terres emergides. Aquí va diferenciar-se l'espècie A. precedens mitjançant un procés de vicariança. Al llarg del Maastrichtià mitjà-superior, noves espècies (A. hulki, A. subjuniperus i Arenysuchus gascabadiolorum) van sorgir al domini Iberoarmoricà. D'acord amb el registre fòssil conegut, aquestes dues darreres espècies, juntament amb A. palustris i A. precedens serien els darrers representants del grup abans que s'extingís a finals del Maastrichtià, en el límit Cretaci-Paleogen.

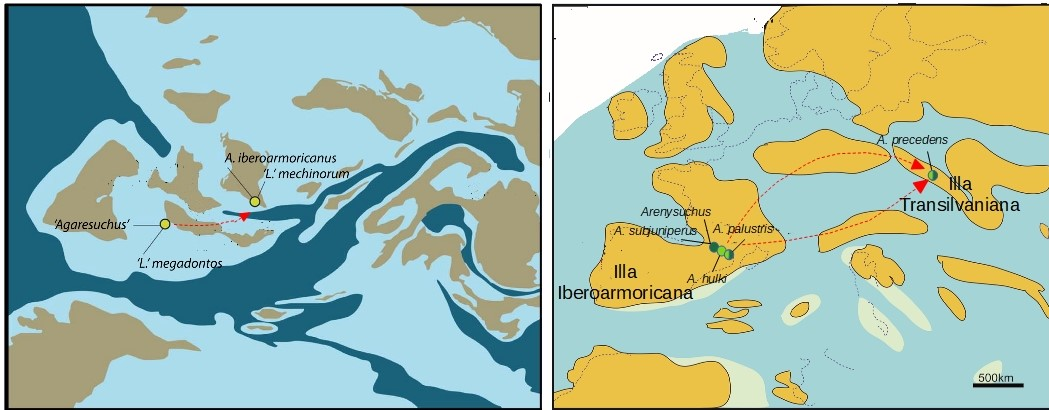
Mapes paleogeogràfics de l'arxipèlag sud europeu durant el Campanià superior (esquerra; modificat de Blanco [2021]) i el Maastrichtià (dreta) on es mostra la distribució paleogeogràfica de les diferents espècies d'al·lodaposúquids. El cercle groc correspon a les espècies que es van originar durant el Campanià, el verd clar a les que van aparèixer durant el Maastrichtià inferior i el verd fosc a les que van viure en el Maastrichtià superior. Les fletxes vermelles en línies discontínues indiquen possibles rutes migratòries que van seguir determinades espècies durant la seva dispersió.